# Плауноподібні
Плауноподібні (Lycopodiophyta, інколи Lycophyta) — група судинних рослин, традиційно в ранзі відділу. Це найстаріший сучасний відділ судинних рослин: він виділився близько 420 мільйонів років тому. Вони відрізняються від решти судинних рослин наявністю мікрофіл — листків, що мають тільки одну судину — на відміну від набагато складніших мегафіл у папоротевих і насінних рослин.

## Загальна біоморфологічна характеристика

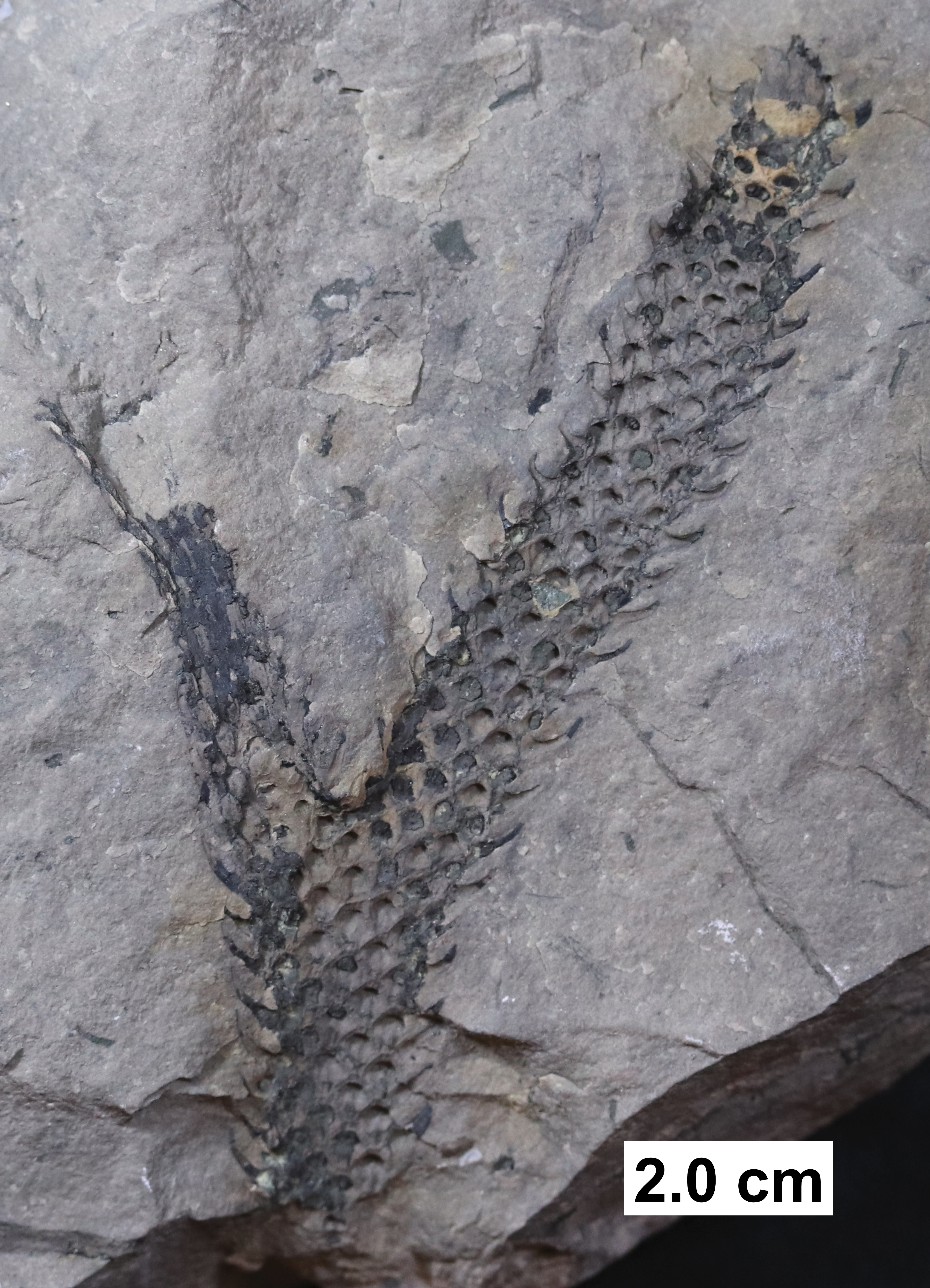
гілка з середнього девону

Усі сучасні плауноподібні — багаторічні вічнозелені трави, поширені на зволожених ділянках лісів у помірній та особливо субтропічній та тропічних зонах. Пристосуванню та виживанню на суходолі сприяли вдосконалення будови вегетативних органів, переважання спорофітного покоління в циклі відтворення тощо. Розмножуються за допомогою спор і мають макроскопічне чергування поколінь, хоча деякі з них — гомоспорні, а інші — гетероспорні. У циклі відтворення плауноподібних переважаючим поколінням є нестатеве, що має пагін, який складається з повзучого стебла, дрібних листків і додаткових коренів. Стебло вилчасто галузиться і на ньому спірально розміщені листки. На верхівках спрямованих угору пагонів у середині літа утворюються спороносні зони зі спорангіями. Спори захищені від висихання і можуть поширюватися вітром. Гаметофіти невеликі і живуть самостійно. Статеві органи гаметофіта в одних видів розміщені на одній рослині (плауни), а в інших — на різних особинах (молодильник).
За сприятливих умов утворюють своїми заростями кільця, які називають Відьминими, коли зарості радіусами «відходять» від материнської рослини і на відстані дають початок новим рослинам. Після відмирання материнської рослини, яка міститься в центрі такого кола, й утворюються ці кільця.

## Класифікація
На сьогодні плауноподібні представлені порівняно невеликою кількістю видів, участь яких у рослинному покриві незначна. Відділ налічує близько 1000 сучасних видів (в Україні 12 видів) і представлений двома класами: плауновидні (Lycopodiopsida) та молодильникові (Isoetopsida). Найпоширенішим з видів в Україні є плаун булавовидний.
Вимерлі класи:
- Zosterophyllopsida

## Використання
Окремі види плаунів використовують у побуті як декоративні рослини, у медицині — як лікарські рослини. Наприклад, траву плауна баранця (Lycopodium selago) використовують для лікування хронічного алкоголізму. Спори плауна булавовидного (Lycopodium clavatum) є найкращою присипкою для немовлят та мають протизапальну дію. Але слід пам'ятати, що це отруйна рослина.
Вимерлі плауноподібні відіграли значну роль в утворенні кам'яного вугілля.

## Охоронний статус
Деякі представники Плауноподібних — рідкісні рослини, занесені до Червоної книги України, серед яких: баранець звичайний (Lycopodium selago), плаун колючий (Lycopodium annotium) та молодильник озерний (Isoetes lacustris).